# Владимир Мітков
Владимир Мітков (мак. Владимир Митков; 20 жовтня 1931 — 19 липня 2024) — македонський професор, політик, громадський діяч і Голова СР Македонії. 
Був професором юридичного факультету в Скоп'є.  З березня 1983 року по 1986 рік. Працював конституційним суддею Конституційного суду Македонії, а з 1984 по 1986 рр. - його головою. 